# Enchenopa strigilata
Enchenopa strigilata är en insektsart som beskrevs av Buckton. Enchenopa strigilata ingår i släktet Enchenopa och familjen hornstritar. Inga underarter finns listade i Catalogue of Life.